# Mecistoptera ophiucha
Mecistoptera ophiucha är en fjärilsart som beskrevs av George Francis Hampson. Mecistoptera ophiucha ingår i släktet Mecistoptera och familjen nattflyn. Inga underarter finns listade i Catalogue of Life.